# Aeroportul Chetwynd
Aeroportul Chetwynd (IATA: YCQ, ICAO: CYCQ) este un aeroport din Columbia Britanică, Canada. Aeroportul a fost tranzitat în 2011 de 0 pasageri.
Situat la o altitudine de 609 m, aeroportul dispune de o singură pistă.